# Sant’Andrea del Garigliano
Sant’Andrea del Garigliano település Olaszországban, Lazio régióban, Frosinone megyében. Lakosainak száma 1292 fő (2023. január 1.). Sant’Andrea del Garigliano Rocca d’Evandro, Sant’Ambrogio sul Garigliano, Vallemaio, Castelforte és Sant’Apollinare községekkel határos.

## Népesség
A település lakossága az elmúlt években az alábbi módon változott:
| Lakosok száma | 1491 | 1454 | 1292 |
|               | 2017 | 2018 | 2023 |